# Наголоватки Еверсмана
{{#ifeq:0|0|{{#if:|{{#if:Jurineaewersmannii|[[]}}|}}}}
Наголоватки Еверсмана, юринея Еверсмана, юринея харківська як Jurinea charcoviensis і юринея гранітна як Jurinea granitica (Jurinea ewersmannii) — вид рослин з родини айстрових (Asteraceae), поширений в Україні, Росії, Казахстані.

## Опис
Багаторічна рослина 20–75 см заввишки. Кошики з квітками 20–25 мм довжиною. Стебла поодинокі або їх кілька, прості або у верхній частині гіллясті. Прикореневі й нижні стеблові листки від цільних до двічі перисто-розсічених, з довгасто-ланцетними сегментами, верхні — до ниткоподібних. Стеблові листки сидячі. Всі листки знизу біло-повстисті. Квітки рожево-пурпурові, до 2 см завдовжки. Плід — чотиригранна пірамідальна сім'янка. 

## Поширення
Поширений в Україні, на півдні європейської частини Росії, у західному Сибіру, Казахстані.
В Україні вид зростає на кам'янистих відслоненнях, приморських пісках, на річкових пісках — у Лівобережному Лісостепу і Степу.